# Prosopocera ventralis
Prosopocera ventralis är en skalbaggsart som först beskrevs av Charles Joseph Gahan 1898.  Prosopocera ventralis ingår i släktet Prosopocera och familjen långhorningar.
Artens utbredningsområde är Kenya. Inga underarter finns listade i Catalogue of Life.